# Хардаліє
Хардаліє — турецький прохолодний напій, що виготовляється з винограду, насіння гірчиці і листя вишні. Є традиційним у Східній Фракії.
Попри те, що напій є продуктом бродіння, насіння гірчиці перешкоджає накопиченню алкоголю. Дослідження показало, що напій має антиоксидантну дію.
20 грудня 1930 року, під час відвідування міста Киркларелі, Мустафа Ататюрк спробував цей напій і розпорядився про початок його промислового виробництва по всій країні.